# Le Vélo
Le Vélo va ser el principal diari esportiu francès des dels seus inicis l'1 de desembre de 1892 fins que va deixar de publicar-se el 1904. Barrejant reportatges esportius amb notícies i comentaris polítics, va aconseguir una tirada de 80.000 exemplars al dia. El seu ús dels esdeveniments esportius com a eines de promoció va portar a la creació de la cursa ciclista París-Roubaix el 1896, i la popularització de la cursa ciclista Bordeus-París durant la dècada de 1890.
La seva desaparició va ser conseqüència de la creació del Tour de França per part de L'Auto, un diari rival que havia estat fundat l'any 1900 a partir de la intensa animositat generada per l'afer Dreyfus. Le Vélo es va reconèixer fàcilment pel paper de diari de color verd en què es va publicar, de manera que L'Auto (nascut L'Auto-Vélo) es va distingir per un tint groc i, per tant, el maillot groc que portava el líder del Tour de França.

## Personal
Pierre Giffard va ser un periodista francès, pioner de la informació política moderna, un editor de diaris i un prolífic organitzador esportiu. El 1896, es va incorporar el seu col·lega Paul Rousseau al capdavant de Le Vélo, on va escriure sota el nom d'Arator. Le Vélo va ser àmpliament considerat com el principal diari esportiu produït a França. Ell havia estat periodista de Le Figaro abans de convertir-se en editor de Le Petit Journal, en nom del qual havia creat la París-Brest-París el 1891. El 19 de juliol de 1896 va organitzar la primera marató de París i va ajudar a fundar l'Automobile Club de France. Com a editor de Le Vélo, la seva oposició al fabricant d'automòbils Albert de Dion per l'afer Dreyfus va portar a De Dion a crear un diari rival, L'Auto.
Géo Lefèvre va ser un periodista esportiu que va ser contractat a Le Vélo, i més tard fou contractat per treballar com a corresponsal de rugbi i ciclisme a L'Auto. La idea de Lefèvre d'"una cursa de sis dies a França" va provocar la desaparició del seu vell diari. Victor Breyer va ser l'editor de ciclisme de Le Vélo, i va ser el primer a reconèixer la ruta de la cursa ciclista París-Roubaix de 1896, que va ser promoguda pel director de l'època, Paul Rousseau.

## París-Roubaix
El febrer de 1896 dos empresaris de Roubaix, Theodore Vienne i Maurice Perez, van contactar amb Louis Minart, l'editor de Le Vélo, i van proposar una cursa de París a Roubaix. Minart es va mostrar entusiasmat, però va dir que la decisió de si el periòdic seria el promotor i donaria publicitat pertanyia al director, Paul Rousseau. Vienne i Perez van escriure:
Benvolgut senyor Rousseau, la Bordeus-París s'acosta i aquest gran esdeveniment anual que tant ha fet per promoure el ciclisme ens ha donat una idea. Què pensaries d'una cursa d'entrenament que precedís la Bordeus-París per quatre setmanes? La distància entre París i Roubaix és d'uns 280 km, així que seria un joc de nens per als futurs participants de Bordeus-París. L'arribada tindria lloc al velòdrom de Roubaix després de diverses voltes a la pista. Tothom tindria una benvinguda entusiasta, ja que la majoria dels nostres ciutadans no han tingut mai el privilegi de veure l'espectacle d'una gran cursa de carretera i comptem amb prou amics per creure que Roubaix és realment una ciutat hospitalària. Com a premis ja hem subscrit un primer premi de 1.000 francs a nom del velòdrom de Roubaix i ens ocuparem d'establir una llista de premis generosa que serà de satisfacció de tots. Però, de moment, podem comptar amb el patrocini de Le Vélo i amb el vostre suport per organitzar la sortida?
Rousseau es va entusiasmar immediatament amb la idea, i va enviar al seu editor de ciclisme Victor Breyer a cercar la ruta en bicicleta.

## L'afer Dreyfus
L'afer Dreyfus va dividir l'opinió francesa a principis del segle xx, provocant discussions apassionades i físiques. Pierre Giffard, el director de "Le Velo", era un "Dreyfusard" "d'esquerres", mentre que molts dels fabricants que van finançar els anuncis eren anti-Dreyfusards, especialment el Comte Jules-Albert de Dion, propietari de l'empresa de cotxes De Dion-Bouton. El comte va ser arrestat i va passar 15 dies a la presó després d'una baralla a l'hipòdrom d'Auteuil el 1899, perquè havia colpejat el President de França (Émile Loubet) al cap amb un bastó. El to de Giffard en informar-ho va fer que un grup d'"anti-Dreyfusards" inclòs a De Dion, Adolphe Clément i Édouard Michelin retiressin la publicitat. Posteriorment, l'any 1900, van encarregar a Henri Desgrange (editor de Paris-Velo o Le Petit Velo) la creació del diari L'Auto-Velo en competència directa amb Le Vélo. La similitud deliberada dels noms va provocar un cas judicial per Le Vélo per infracció de títol, que va guanyar degudament el 16 de gener de 1903 i, per tant, el nou diari va ser rebatejat com L'Auto.

## L'adveniment del Tour de França i la desaparició de Le Vélo
Le Vélo sempre havia aconseguit bons impulsos de circulació amb les curses ciclistes que patrocinava, inclosa la segona edició dels 1200 km París-Brest-París el 1901, així com els clàssics d'un dia anuals Bordeus-París i Paris-Roubaix.
El 1903, en un intent per frenar la caiguda de la circulació, L'Auto va llançar el primer Tour de França, i l'èxit de la cursa va augmentar la seva circulació, en detriment de Le Velo.
El 1904 Le Vélo va cessar les seves activitats i L'Auto finalment es va transformar en L'Équipe el 1944.